# Nicht-Identitätsproblem
Das Nicht-Identitätsproblem, auch Paradox künftiger Individuen genannt (englisch non-identity-problem bzw. paradox of future individuals), wirft die Frage auf, inwieweit gegenüber zukünftigen Menschen Pflichten bestehen können, bestimmte Handlungen zu tun oder zu unterlassen, wenn die Existenz dieser Menschen von den Handlungen selbst abhängt. 
Das übliche Vorgehen bei der Beantwortung derartiger Fragestellungen wäre, die moralisch relevanten Folgen einer Handlung zu beurteilen, indem man für die betroffenen Personen jeweils ihren Zustand mit oder ohne Handlung vergleicht, was als Personen betreffende Intuition (englisch Person-affecting intuition) bezeichnet wird. Voraussetzung für dieses Vorgehen ist allerdings die Existenz der betroffenen Person, weshalb diskutiert wird, welche Maßstäbe anzusetzen sind, wenn die Form einer zukünftig einmal entstehenden Identität einer Person durch aktuelle Diskussionsergebnisse vorbestimmt wird. Hinsichtlich der Verantwortung gegenüber Individuen stellt sich das Problem zum Beispiel in der Reproduktionsmedizin.
In weiteren Formulierungen stellt das Nicht-Identitätsproblem auch Pflichten gegenüber künftig existierenden Gruppen oder ganzen Generationen infrage. Seine Weiterungen auf Gruppen bzw. Generationen wurden eine Zeit lang als von entscheidender Bedeutung für Themen der Generationengerechtigkeit, der Umweltethik und Nachhaltigen Entwicklung angesehen. Auch das Entschuldigungsparadoxon (englisch Apology Paradox), das entsteht, wenn man sich für Taten seiner Vorfahren entschuldigt, ohne die man aber nicht existieren würde, kann als eine Form des Nicht-Identitätsproblems angesehen werden.

## Fragestellung

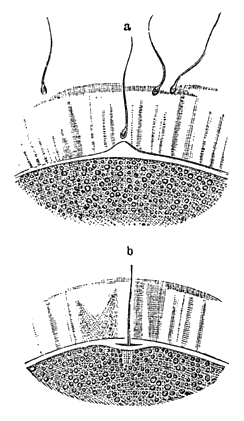
Prekarität der genetischen Ausstattung

Gregory Kavka zufolge formulierten in den 1970er Jahren mehrere Philosophen unabhängig voneinander das Argument, dem zufolge wir dem Wohlergehen späterer Generationen nicht verpflichtet wären: Robert M. Adams (1979), Derek Parfit (1976) und Thomas Schwartz (1978). Das Nicht-Identitätsproblem erlangte in den frühen 1980er Jahren größere Bekanntheit durch die Arbeiten von Derek Parfit, James Woodward und Gregory Kavka. Vor allem Parfits Ausarbeitung in Reasons and Persons (1987) wurde später aufgegriffen und behandelt.
Dem Nicht-Identitätsproblem liegt eine Reihe von Annahmen zugrunde:
- Prekäre Entstehung eines Lebens: Kavka bezeichnet die Existenz eines Menschen zum Zeitpunkt seiner Entstehung als prekär: Wäre es nur wenig früher oder später oder unter anderen Umständen zur Zeugung gekommen, dann wären andere Keimzellen verschmolzen und daraus ein anderer Mensch hervorgegangen. Welche Menschen es später geben wird, hängt sehr von den Umständen ab, die wir schaffen.[2]

Die Identität eines Menschen wird also unter anderem durch seine genetische Ausstattung bestimmt. Eine Handlung, die Einfluss darauf hat, welches Spermium und welche Eizelle verschmelzen, bestimmt, welches Individuum in Zukunft existiert („Behauptung der Abhängigkeit von der genetischen Ausstattung“, englisch Genetic Dependence Claim). Eine alternative, unschärfere Annahme geht davon aus, dass der Zeugungszeitpunkt die Identität eines Menschen bestimmt.(„Zeitabhängigkeitsbehauptung“, englisch Time-Dependence-Claim).
- Lebenswertes Leben: Das betroffene Leben bzw. Leben generell muss auch als lebenswert angenommen werden.[9]
- Eine Handlung kann für ein Leben nur moralisch relevant sein – es vermeidbar schädigen oder auch begünstigen –, wenn sie die betreffende Person schlechter oder besser stellt, als diese ohne Handlung stünde. Wenn hingegen die Person ohne die Handlung gar nicht existieren würde, kann sie durch die Handlung auch nicht geschädigt oder begünstigt worden sein. Dann kann, so die Folgerung des Nicht-Identitätsproblems, die betreffende Person auch keine moralische Forderungen an die Handelnden stellen.

Das Nicht-Identitätsproblem lässt sich von einzelnen Individuen auf Gruppen oder ganze Generationen ausweiten. Hier betrachtet man zum Beispiel politische Maßnahmen, die die Handlungen einer Vielzahl von Menschen ändern. Sie führen innerhalb weniger Jahrzehnte dazu, dass völlig andere Generationen von Individuen existieren, als sie ohne eine solche Politik existieren würden. Diesen Generationen gegenüber bestünde keine Verpflichtung, die politischen Maßnahmen nachhaltig zu gestalten.

## Beispiele

### Präimplantationsdiagnostik(Wrongful life)
Die Präimplantationsdiagnostik ist ein Beispiel, in der das Nicht-Identitätsproblem die Verantwortung gegenüber einzelnen Menschen in Frage stellt. In diesem Szenario kommt es durch einen ärztlichen Fehler dazu, dass entgegen den elterlichen Wünschen ein Embryo mit einem Gendefekt selektiert und der Mutter eingepflanzt wird, es wird ein Kind mit einer schweren Erbkrankheit geboren. Kann man wegen verletztem Kindeswohl dem Arzt einen Vorwurf machen? US-amerikanische Gerichte haben diese Frage in Wrongful-life-Klagen unter Berufung auf das Nicht-Identitätsproblem verneint. Der Arzt hat das Kind nicht geschädigt.

### Das Sklavenkind
In diesem Gedankenexperiment geht ein Paar einen bindenden, durchsetzbaren Vertrag mit einem Dritten ein, ein Kind zu zeugen und es dann für eine bestimmte Summe an ihn als Sklave zu verkaufen. Das Kind wird als Sklave viel Leiden erfahren, dennoch wird es trotz aller Einschränkungen es insgesamt als besser empfinden, so zu leben als nicht zu leben. Das Paar hatte die Wahl, den Vertrag nicht einzugehen. Es hätte auch die Möglichkeit gehabt, kein Kind zu zeugen oder ein Kind, das es nicht in die Sklaverei hätte verkaufen müssen. Dies wäre dann aber aller Wahrscheinlichkeit nach ein anderes Kind gewesen. Hat das Paar gegenüber dem gezeugten und in die Sklaverei verkauften Kind verwerflich gehandelt, obwohl es sonst nicht leben würde?

### Umweltschädigendes Verhalten Einzelner
Jemand rast täglich in einem Auto mit einem hohen Benzinverbrauch zur Arbeit. Dadurch schädigt er die Umwelt. Er kommt dadurch in diesem Gedankenexperiment aber auch früher nach Hause, als wenn er umweltfreundlichere Verkehrsmittel wählen würde, und zeugt in dieser Zeit ein Kind. Das Kind macht ihm später Vorhaltungen wegen seiner umweltschädigenden Verhaltensweise. Kann es dies zu Recht tun, obwohl es ohne diese Verhaltensweise nicht existieren würde?

### Klimaschutz und staatliche Politik
Der Klimaschutz ist ein Beispiel für die auf die Existenz einer weltweit ganz anderen Generation ausgeweitete Anwendung des Nicht-Identitätsproblems. Denn wirksame emissionsmindernde politischen Maßnahmen werden das Verhalten der meisten Menschen weltweit in vielen Lebensbereichen ändern und damit innerhalb kurzer Zeit zur Existenz einer ganz anderen Generation von Menschen führen. Hier stellt sich die Frage, ob eine intergenerationelle Gerechtigkeit überhaupt geboten ist.
Der Weltklimarat IPCC nennt in seinem fünften Sachstandsbericht – neben Hinweisen auf Autoren, die das Nicht-Identitätsproblem für gelöst halten – Werte, die über Verpflichtungen gegenüber Individuen hinausgehen, als mögliche ethische Gründe für Klimaschutzmaßnahmen.

## Einwände und Lösungsvorschläge
Es gibt eine Vielzahl an Lösungsvorschlägen für das Nicht-Identitätsproblem. Während das Nicht-Identitätsproblem in den 1970er und 1980er Jahren teils noch als ernsthaftes Argument gegen Generationengerechtigkeit angesehen wurde, sehen es seitdem viele Philosophen als in den meisten Anwendungsbereichen überschätzt oder gelöst an.
Schwierigkeiten bestehen jedoch darin, Lösungsvorschläge mit vorgeschlagenen Lösungen für andere ethische Probleme zu vereinbaren. Manche argumentieren zum Beispiel in der Frage der Asymmetrie, dass man ein nicht-lebenswertes Leben nicht in die Welt setzen darf, weil es für dieses bestimmte Kind schlecht wäre, aber dass man nicht ein lebenswertes Leben zeugen muss, weil hier durch das Unterlassen niemand Bestimmtes geschädigt wird. Dieser Vorschlag zur Lösung der Asymmetrie erlaubt es jedoch nicht ohne Weiteres, das Nicht-Identitätsproblem zu lösen, indem man ein Konzept von unpersönlichem Schaden entwirft, also die Personen betreffende Sicht aufgibt. Es gilt als ungelöstes Problem, eine sogenannte „Theorie X“ zu entwickeln, die die Personen betreffende Intuition aufgibt und so das Nicht-Identitätsproblem löst, Handlungsfolgen als Grundlage ethischer Urteile beibehält, aber eine traditionelle utilitaristische Position vermeidet, etwa, weil die Maximierung des aggregierten Wohlbefindens die „abstoßende Schlussfolgerung“ (englisch repugnant conclusion) mit sich bringt, dass man möglichst viel, kaum noch lebenswertes Leben produzieren sollte.

### Das „Die-Kinder-Deines-Nachbarn-Argument“
Wenn eine Handlung nicht nur die Personen, die sie mit hervorgebracht hat, sondern darüber hinaus noch weitere Personen betrifft, dann kann gegenüber diesen anderen Personen eine moralische Verpflichtung bestehen. Im Beispiel des umweltschädigenden Verhaltens eines Einzelnen würden andere Kinder als die eigenen sehr wahrscheinlich auch ohne die Handlung existieren. Ihnen gegenüber würde jedenfalls eine moralische Verpflichtung bestehen.

### Das Schmetterlingseffekt-Argument
Das Schmetterlingseffekt-Argument zielt auf die vermeintliche Ursächlichkeit einer schädigenden Handlung für die Existenz von Menschen. Tatsächlich hängt die prekäre Existenz von einer unüberschaubaren Vielzahl von Umständen und Handlungen ab. Jede noch so kleine Abweichung im Zeitverlauf und in den Umständen bis zu der Zeugung eines Kindes bringt ein anderes Individuum hervor. Der Zusammenhang zwischen diesen Umständen und Handlungen und der Existenz eines bestimmten Menschen ist derart schwach, dass es völlig willkürlich und unangebracht erscheint, ausgerechnet eine Handlung herauszugreifen und als ursächlich anzusehen. Entscheidend für die moralische Beurteilung einer Handlung ist, was die Eltern getan haben könnten unter der Annahme, dass sie danach exakt dem gleichen Zeitverlauf gefolgt wären, also dieselbe Person geboren worden wäre.
Im Beispiel des umweltschädigenden Verhaltens eines Einzelnen könnte man anführen, dass das Kind sein Leben ebenso gut irgendeinem anderen Umstand am Tag seiner Zeugung verdankt. Hat etwa der Vater – nachdem er nach Hause gekommen war, aber bevor er das Kind zeugte – noch eine zehnminütige Zusammenfassung eines Fußballspiels gesehen, kam er zudem aufgrund eines neuen Arbeitszeitgesetzes fünf Minuten später nach Hause als früher und trat er, als er aus dem Auto stieg, in Hundekot, so dass er noch fünf Minuten seine Schuhe reinigen musste, so müsste man ebenso sagen, dass das Kind seine Existenz dem Fußballspiel, dem Arbeitszeitgesetz und dem nachlässigen Verhalten des Hundehalters verdankt. Das Kind könnte praktisch keine vergangene politische Maßnahme, die in irgendeiner Weise seine Eltern oder deren Vorfahren beeinflusst hat, als ihm gegenüber verwerflich ansehen.
Das Schmetterlingseffekt-Argument greift, wenn man es anerkennt, sowohl im Fall individueller Gerechtigkeit als auch im Fall von Generationengerechtigkeit. Es lässt sich jedoch nicht auf die Fälle anwenden, in denen eine Handlung nicht zufällig, sondern ganz gezielt die Existenz eines Menschen beeinflusst. D. h. die Präimplantationsdiagnostik ist vom Schmetterlingseffekt-Einwand nicht erfasst.

### Sonstige
Gegen das Nicht-Identitätsproblem wurde eine Vielzahl weiterer Einwände angeführt. Nimmt man zum Beispiel an, dass eine Wiedergeburt der Seele nicht ausgeschlossen werden kann, so stellt dies das Gebundensein der Identität an den Körper und dessen genetische Ausstattung in Frage.
Deontologische Forderungen an das Verhalten der Handelnden umgehen das Nicht-Identitätsproblem.